# 1746
1746 (MDCCXLVI) byl rok, který dle gregoriánského kalendáře započal sobotou.

## Události
- 28. října – zemětřesení v Peru srovnalo se zemí města Lima a Callao
- V USA založena College of New Jersey, později přejmenovaná na Princeton University

### Probíhající události
- 1739–1748 – Válka o Jenkinsovo ucho
- 1740–1748 – Války o rakouské dědictví

## Narození

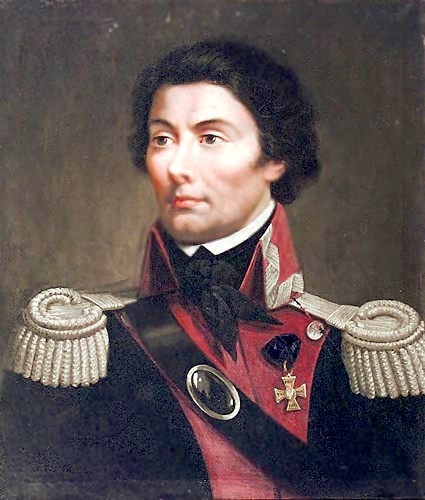
Tadeusz Kościuszko (1746–1817)

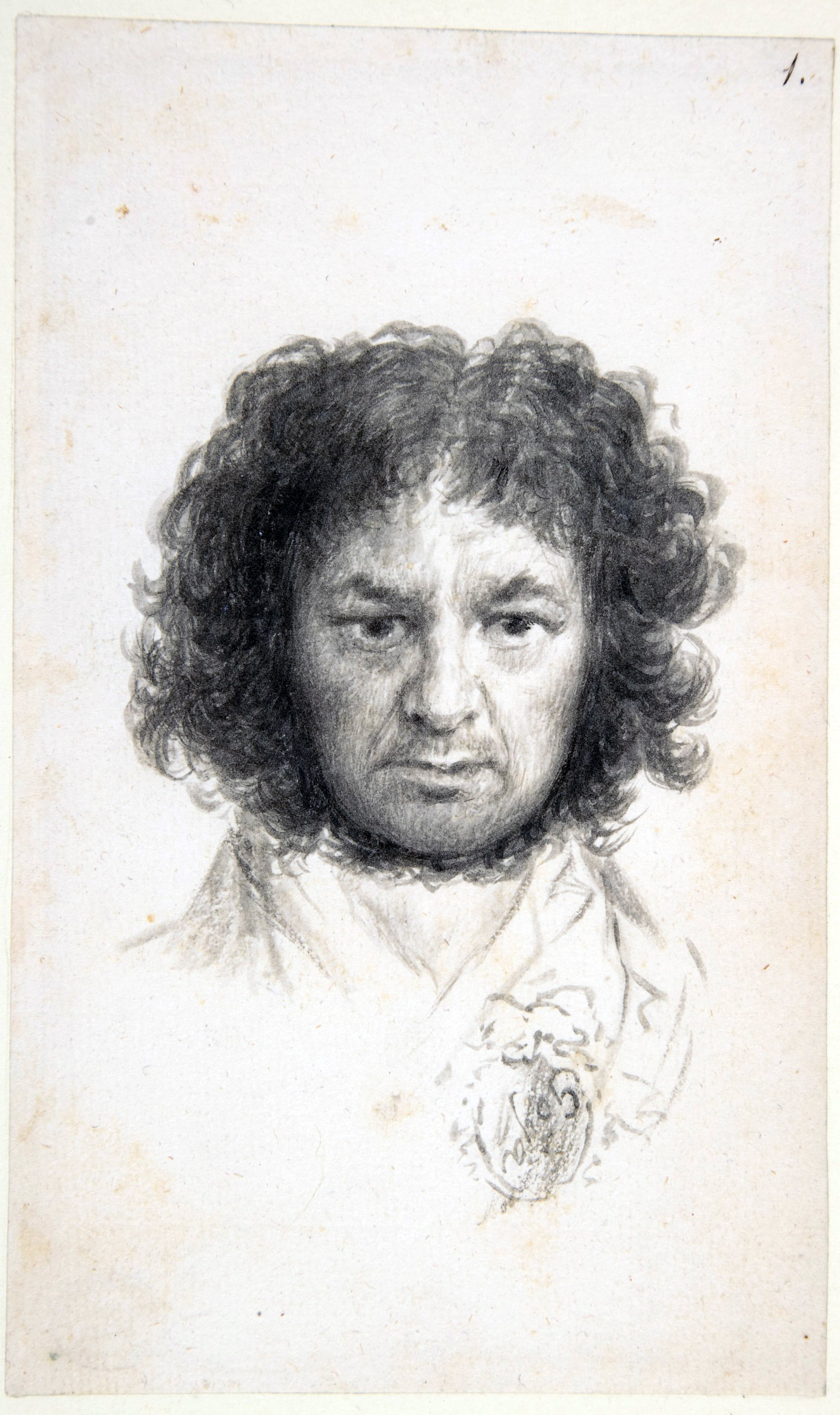
Francisco Goya (1746–1828)

### Česko
- 11. ledna – František Adam Míča, hudební skladatel († 19. března 1811)
- 13. března – Maurus Haberhauer, řádový skladatel a hudební pedagog († 18. února 1799)
- 17. dubna – Ludvík Kohl, český malíř a řezbář († 18. června 1821)
- 7. června – Ludwig Wenzel Lachnitt, hudební skladatel a hornista pocházející z Čech († 3. října 1820)
- 10. srpna – Antonín Strnad, meteorolog († 23. září 1799)
- 25. září – Josef Zobel, český architekt († 8. března 1814)
- 28. září – Jan Václav Stich, virtuos na lesní roh, houslista a skladatel († 16. února 1803)
- 17. listopadu – Pavel Ferdinand Niering, katolický duchovní a teolog († 1829)
- 27. listopadu – František Xaver Procházka, český malíř († 15. dubna 1815)
- ? – Václav Schanza, teolog, rektor univerzity v Brně († 22. září 1788)
- ? – Jan Stefani, polský houslista a skladatel českého původu († 24. února 1829)

### Svět
- 12. ledna – Johann Heinrich Pestalozzi, švýcarský pedagog († 17. února 1827)
- 24. ledna – Gustav III. Švédský, švédský král († 29. března 1792)
- 4. února – Tadeusz Kościuszko, polský generál († 15. října 1817)
- 26. února – Marie Amálie Habsbursko-Lotrinská, rakouská arcivévodkyně, dcera Marie Terezie († 18. června 1804)
- 2. března – Karolína Hesensko-Darmstadtská, německá šlechtična († 18. září 1821)
- 29. března – Carlo Buonaparte, otec Napoleona Bonaparte († 24. února 1785)
- 30. března – Francisco Goya, španělský malíř († 16. dubna 1828)
- 5. května – Jean-Nicolas Pache, francouzský revoluční politik († 18. listopadu 1823)
- 10. května – Gaspard Monge, francouzský přírodovědec a matematik († 28. července 1818)
- 31. května – Abbé Faria, portugalský kněz, průkopník hypnózy († 20. září 1819)
- 1. června – Louis Jarente de Sénac d'Orgeval, francouzský biskup († 30. října 1810)
- 12. června – Antoine Quentin Fouquier-Tinville, francouzský revolucionář († 7. května 1795)
- 28. června – Jean-Sifrein Maury, francouzský kněz a spisovatel († 10. května 1817)
- 29. června – Joachim Heinrich Campe, německý jazykovědec a lexikograf († 22. října 1818)
- 3. července – Žofie Magdalena Dánská, švédská královna († 21. srpna 1813)
- 7. července – Giuseppe Piazzi, italský řeholník, matematik a astronom († 22. července 1826)
- 25. července – Marie Františka Benedikta Portugalská, portugalská infantka († 18. srpna 1829)
- 20. září – Móric Beňovský, slovenský dobrodruh, cestovatel, objevitel († 23. května 1786)
- 22. září – Sofie Razumovská, ruská dvorní dáma a milenka Pavla I. Ruského († 8. října 1803)
- 28. září – William Jones, anglický právník, indolog, jazykovědec († 27. dubna 1794)
- 19. října – Christian Febiger, dánsko-americký voják a politik († 20. září 1796)
- 9. listopadu – Alžběta Kristýna Ulrika Brunšvicko-Wolfenbüttelská, první manželka Fridricha Viléma II. Pruského († 18. února 1840)
- 12. listopadu – Jacques Charles, francouzský vynálezce, vědec, matematik († 7. dubna 1823)

## Úmrtí
Česko
- 27. srpna – Johann Caspar Ferdinand Fischer, český barokní hudební skladatel (* 6. září 1656)

Svět
- 5. ledna – Christoph Friedrich Tresenreuter, evangelický kazatel († 8. září 1709)
- 4. února – Robert Blair, skotský básník (* 1699)
- 13. března – Charles-Gaspard-Guillaume de Vintimille du Luc, arcibiskup pařížský (* 15. listopadu 1655)
- 19. března – Anna Leopoldovna, německá šlechtična, ruská regentka (* 18. prosince 1718)
- 20. března – Nicolas de Largillière, francouzský barokní malíř (* 10. října 1656)
- 4. května – Antonio Pollarolo, italský varhaník a hudební skladatel (* 12. listopadu 1676)
- 14. června – Colin Maclaurin, skotský matematik (* únor 1698)
- 5. července – Juraj Ambrozi, slovenský kněz a spisovatel (* 18. dubna 1694)
- 9. července – Filip V. Španělský, španělský král (* 19. prosince 1683)
- 22. července – Marie Tereza Bourbonská, španělská infantka a francouzská dauphine (* 11. června 1726)
- 20. července – Jacques Bonne-Gigault de Bellefonds, francouzský arcibiskup (* 1. května 1698)
- 6. srpna – Kristián VI., dánský král (* 10. prosince 1699)
- 8. srpna – Francis Hutcheson, irský filosof (* 8. srpna 1694)

## Hlavy států
- Francie – Ludvík XV. (1715–1774)

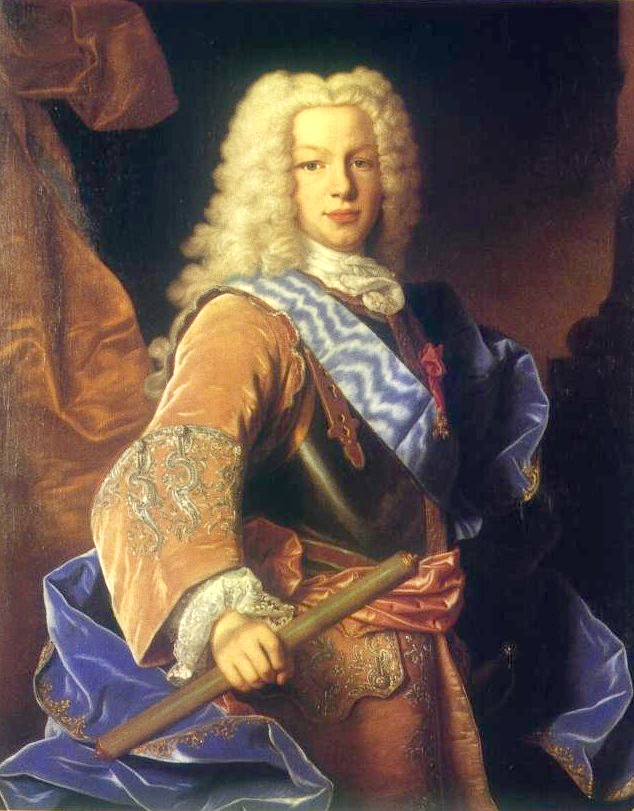
Španělským králem se stal Ferdinand VI.

- Habsburská monarchie – Marie Terezie (1740–1780)
- Osmanská říše – Mahmud I. (1730–1754)
- Polsko – August III. (1734–1763)
- Portugalsko – Jan V. (1706–1750)
- Prusko – Fridrich II. (1740–1786)
- Rusko – Alžběta Petrovna (1741–1762)
- Španělsko – Filip V. (1724–1746) / Ferdinand VI. (1746–1759)
- Švédsko – Frederik I. (1720–1751)
- Velká Británie – Jiří II. (1727–1760)
- Svatá říše římská – František I. Štěpán Lotrinský (1745–1765)
- Papež – Benedikt XIV. (1740–1758)
- Japonsko – Sakuramači (1735–1747)
- Perská říše – Nádir Šáh